# Anthony Brabazon (8e comte de Meath)
Anthony Brabazon, 8e comte de Meath (vers 1721 - 4 janvier 1790), nommé Lord Brabazon de 1763 à 1772, est un pair anglo-irlandais.

## Biographie
Fils d'Edward Brabazon, 7e comte de Meath et de Martha Collins, il siège pour le comté de Wicklow de 1745 à 1760. Il siège ensuite pour le comté de Dublin de 1761 jusqu'à ce qu'il succède à son père dans la pairie en 1772.
Le 20 mai 1758, il épouse Grace Leigh (décédée le 28 octobre 1812). Leurs enfants sont :
- Chaworth Brabazon, Lord Brabazon (18 août 1760 - décembre 1779)
- William Brabazon, 9e comte de Meath (1769–1797)
- Catherine Brabazon (vers 1770 - 24 décembre 1847), épouse le Rév. Francis Brownlow (1779-1847)
- John Brabazon (10e comte de Meath) (1772–1851)

Il meurt le 4 janvier 1790 et est remplacé par son fils aîné survivant, William.